# Isla de Salamanca
La isla de Salamanca es una isla continental del departamento colombiano del Magdalena, formada por el mar Caribe, el río Magdalena y la Ciénaga Grande de Santa Marta.
En 1964, la isla fue declarada parque natural de Colombia, el cual es oficialmente conocido como Vía Parque Isla de Salamanca. La vía que conecta a Barranquilla con el municipio de Ciénaga, construida en los años 50, ocasionó graves daños al ecosistema de manglares de la isla, al impedir el intercambio de aguas saladas del mar con las dulces de la ciénaga.